# 杨瀚森
杨瀚森（2005年6月26日—），山东省淄博市人，中国男子篮球运动员，司职中锋。2023年至2025年效力於中国男子篮球职业联赛青岛雄鹰，2025年NBA选秀中由孟菲斯灰熊于首轮16顺位选中，中選後被交易至波特兰开拓者。

## 早年经历
杨瀚森小时候就开始打篮球。小学三年级时进入俱乐部训练，后入学淄博体校。2020年前后，在青岛国信海天俱乐部的邀请下，进入俱乐部的青训体系。
2021年，青岛国信海天青年队在总决赛中战胜清华附中，赢得U17全国冠军，杨瀚森获评为最佳防守球员。2022年，青岛国信海天青年队卫冕U17全国冠军，杨瀚森获评为最有价值球员。

## 职业生涯

### 青岛雄鹰
2023-24年CBA赛季，杨瀚森被提拔到青岛国信水产一线队打职业比赛。2023年10月23日，他在常规赛第一轮对阵北控的比赛中实现职业首秀。在当赛季全明星赛中，杨瀚森获选北区全明星首发。在其首个赛季，NBA人员曾多次前往现场考察，但最终他没有参加2024年NBA选秀。

### 波特兰开拓者
2025年6月25日，杨瀚森在2025年NBA选秀中被孟菲斯灰熊第16顺位选中，中選後被交易至波特兰开拓者。他在2025年7月12日開拓者對陣金州勇士的NBA夏季聯賽比賽上迎來球隊首秀，出賽不到24分鐘砍下10分、4籃板、5助攻、3阻攻與1抄截。

## 国家队
杨瀚森代表中国U19参加了2023年U19世界盃籃球賽，场均数据12.6分、10.4个篮板（赛事第3高）、4.7次助攻（赛事第4高）和5次盖帽（赛事第1高），入选赛事的最佳二阵。
2024年2月，他在2025年亞洲盃籃球賽预选赛对阵蒙古国队的比赛中实现国家队首秀。